# Puchar Ligi Węgierskiej w piłce nożnej
Puchar Ligi Węgierskiej w piłce nożnej (węg. Magyar Ligakupa) – cykliczne rozgrywki piłkarskie, przeprowadzane systemem pucharowym, organizowane corocznie (co sezon) w latach 2007–2015 przez Węgierski Związek Piłki Nożnej (MLSZ) dla węgierskich, męskich, profesjonalnych drużyn klubowych z Nemzeti Bajnokság I i Nemzeti Bajnokság II.

## Historia
W sezonie 2007/08 startowały pierwsze oficjalne rozgrywki o Puchar Ligi Węgierskiej. Od 8 sierpnia do 28 listopada 2007 roku został rozegrany jesienny turniej, w którym zwycięstwo otrzymał FC Fehérvár. Od 1 grudnia 2007 do 7 maja 2008 został rozegrany wiosenny turniej, zwycięzcą którego został Debreceni VSC. Następnie organizowano finał pomiędzy zwycięzcami turnieju jesiennego i wiosennego, który został rozegrany 14 i 20 maja 2008 roku. W tym dwumeczu FC Fehérvár pokonał 1:0 i 2:0 Debreceni VSC. W kolejnych edycjach turniej trwał pojedynczo od jesieni do wiosny, a finały składały się z jednego meczu, z wyjątkiem sezonu 2010/11, w którym finał grano w dwumeczu. Po sezonie 2014/15 rozgrywek nie organizowano.

## Format
W turnieju występowały kluby z pierwszej i drugiej lig mistrzostw Węgier. Odbywał się jeden lub dwa mecze na boisku jednej z walczących drużyn. Zwycięzca kwalifikował się do dalszych gier, a pokonany odpadał z rywalizacji. W wypadku kiedy w regulaminowym czasie gry padł remis zarządzana była dogrywka, a jeśli i ona nie przyniosła rozstrzygnięcia, to dyktowane były rzuty karne. Turniej był rozgrywany systemem jesień - wiosna. Na początku zespoły były podzielone na grupy, z których zwycięzca kwalifikował się do 1/4 finału. Następnie grano półfinały i finał. Zwycięzca Pucharu Ligi nie otrzymywał prawo do gry w Lidze Europy UEFA.

## Zwycięzcy i finaliści
| Sezon                                             | K   | K                                               | T | Zwycięzca       | Wynik | Finalista       | Data, miejsce                                        | Br. | Król strzelców | Uwagi                                                |
| Puchar Ligi Węgierskiej (węgier. Magyar Ligakupa) |     |                                                 |   |                 |       |                 |                                                      |     |                |                                                      |
| 2007/08                                           |     |                                                 | 1 | FC Fehérvár     | 1:0   | Debreceni VSC   | 14.05.2008, Sóstói Stadion, Székesfehérvár           |     |                | 2 turnieje: 16 klubów w 4gr.+ faza puch.; superfinał |
| 2007/08                                           | 2:0 | 20.05.2008, Oláh Gábor utcai stadion, Debreczyn | 1 | FC Fehérvár     |       | Debreceni VSC   |                                                      |     |                | 2 turnieje: 16 klubów w 4gr.+ faza puch.; superfinał |
| 2008/09                                           |     |                                                 | 2 | FC Fehérvár     | 3:1   | Pécsi Mecsek FC | 13.05.2009, Révész Géza utcai stadion, Siófok, 2.800 |     |                | 24 kluby w 4gr.+ faza puch.                          |
| 2009/10                                           |     |                                                 | 1 | Debreceni VSC   | 2:1   | Paksi FC        | 28.04.2010, Széktói Stadion, Kecskemét               |     |                | 16 klubów, 2gr.x6+ 2gr.x4 +finał                     |
| 2010/11                                           |     |                                                 | 1 | Paksi FC        | 1:2   | Debreceni VSC   | 06.04.2011, Oláh Gábor utcai stadion, Debreczyn      |     |                | 16 klubów w 4gr.+ faza puch.                         |
| 2010/11                                           | 3:0 | 13.04.2011, Fehérvári úti stadion, Paks         | 1 | Paksi FC        |       | Debreceni VSC   |                                                      |     |                | 16 klubów w 4gr.+ faza puch.                         |
| 2011/12                                           |     |                                                 | 3 | Videoton FC     | 3:0   | Kecskeméti TE   | 18.04.2012, Széktói Stadion, Kecskemét, 5.000        |     |                | 16 klubów w 4gr.+ faza puch.                         |
| 2012/13                                           |     |                                                 | 1 | Ferencvárosi TC | 5:1   | Videoton FC     | 24.04.2013, Sóstói Stadion, Székesfehérvár, 6.200    |     |                | 20 klubów w 5gr.+ faza puch.                         |
| 2013/14                                           |     |                                                 | 1 | Diósgyőri VTK   | 2:1   | Videoton FC     | 13.05.2014, DVTK Stadion, Miszkolc, 6.000            |     |                | 32 kluby w 8gr.+ faza puch.                          |
| 2014/15                                           |     |                                                 | 2 | Ferencvárosi TC | 2:1   | Debreceni VSC   | 3.06.2015, Nagyerdei Stadion, Debreczyn, 5.000       |     |                | 32 kluby w 8gr.+ faza puch.                          |

Uwagi:

- wytłuszczono i kursywą oznaczone zespoły, które w tym samym roku wywalczyły mistrzostwo i Puchar kraju (dublet),
- wytłuszczono zespoły, które zdobyły mistrzostwo kraju,
- kursywą oznaczone zespoły, które zdobyły Puchar kraju.

## Statystyka

### Klasyfikacja według klubów
W dotychczasowej historii finałów o Puchar Ligi Węgierskiej na podium oficjalnie stawało w sumie 6 drużyn. Liderem klasyfikacji jest FC Fehérvár/Videoton FC, który zdobył trofeum 3 razy.
Stan na 15.04.2023 
| Lp. | Klub            | Zdobywca | Finalista               | Zwycięskie sezony | Przegrane finały          |   |   |                           |                  |
| --- | --------------- | -------- | ----------------------- | ----------------- | ------------------------- | - | - | ------------------------- | ---------------- |
| Lp. | Klub            | 1.       | FC Fehérvár/Videoton FC | Zwycięskie sezony | Przegrane finały          | 3 | 2 | 2007/08, 2008/09, 2011/12 | 2012/13, 2013/14 |
| 2.  | Ferencvárosi TC | 2        | 0                       | 2012/13, 2014/15  |                           |   |   |                           |                  |
| 3.  | Debreceni VSC   | 1        | 3                       | 2009/10           | 2007/08, 2010/11, 2014/15 |   |   |                           |                  |
| 4.  | Paksi FC        | 1        | 1                       | 2010/11           | 2009/10                   |   |   |                           |                  |
| 5.  | Diósgyőri VTK   | 1        | 0                       | 2013/14           |                           |   |   |                           |                  |
| 6.  | Pécsi Mecsek FC | 0        | 1                       |                   | 2008/09                   |   |   |                           |                  |
| 6.  | Kecskeméti TE   | 0        | 1                       |                   | 2011/12                   |   |   |                           |                  |

### Klasyfikacja według miast
Stan na 15.04.2023 
| Miasto         | Liczba tytułów | Kluby                       |
| -------------- | -------------- | --------------------------- |
| Székesfehérvár | 3              | FC Fehérvár/Videoton FC (3) |
| Budapeszt      | 2              | Ferencvárosi TC (2)         |
| Debreczyn      | 1              | Debreceni VSC (1)           |
| Miszkolc       | 1              | Diósgyőri VTK (1)           |
| Paks           | 1              | Paksi FC (1)                |